# オースティン駅 (テキサス州)
オースティン駅 （英語： Austin Station ）は、アメリカ合衆国テキサス州オースティン ノース・ラマー・ブールバード250にある駅。全米各地を結ぶ旅客鉄道のアムトラックが乗り入れている。

## 概要
ミズーリ・パシフィック鉄道（MOPAC）のために1947年に建てられたオースティンのレンガ造の駅は、乗客のための小さな待合室、切符売り場やトイレがある。
ヒューストン・アンド・テキサス・セントラル鉄道は1871年にオースティンまで開業した。建築家アブナー・クックとカール・シェーファーによって設計された石造の駅舎は1871年から1872年まで供用された。レールロードハウスとして知られているその駅舎は5thストリートにカルメルのイタリアンレストランとしてまだ健在である。その駅舎が建設された時点で、他の鉄道と4本の馬車路線を利用する乗客により使用されていた。

## 利用可能な鉄道路線／列車
アムトラックの停車する列車は下記の通り。
シカゴとサンアントニオ / ロサンゼルス間の夜行長距離列車テキサス・イーグル号 …1日1往復停車
※南行列車のシカゴ（日・火・金）出発便はサンアントニオでサンセット・リミテッド号と併結され、ロサンゼルス行きとなる。シカゴとサンアントニオ間は毎日運転。北行列車のロサンゼルス（日・水・金）出発便はサンアントニオまでサンセット・リミテッド号と併結され、同駅で切り離し。サンアントニオとシカゴ間は毎日運転。

## バス
当駅から乗車できるバスは以下の通り。
路線バス :キャピタル・メトロポリタン交通局（Capital Metropolitan Transportation Authority） …4系統 、21系統 22系統 、122系統 